# Aleksander Kokular
Aleksander Kokular (Alexander ou Alexandre Kokular, né le 9 août 1793 à Varsovie - mort le 6 avril 1846 dans la même ville) est un peintre, collectionneur d'art et enseignant polonais. Il est l'un des cofondateurs de l'École des beaux-arts de Varsovie. Figure éminente du néo-classicisme polonais, les portraits (contemporains et historiques) et les scènes mythologiques étaient ses spécialités. 

## Biographie
Aleksander Kokular est né dans une famille de marchands et a d'abord étudié la peinture au Lyceum de Varsovie sous la supervision de Zygmunt Vogel (en). En 1814, il s'inscrit à l'Académie des beaux-arts de Vienne, où il étudie avec Johann Baptist von Lampi, puis passe un an à l'Accademia di San Luca à Rome. Il revient à Varsovie en 1818 et devient professeur. 
Pendant un an, il enseigne la calligraphie dans un pensionnat piariste, puis devient professeur au Lyceum de Varsovie en 1821. Il retourna à Rome grâce à une bourse du gouvernement de 1824 à 1826 où il passa sous l'influence de Vincenzo Camuccini. Après son retour, il reste au Lyceum jusqu'à sa fermeture par le gouvernement russe en 1831. 
De 1835 à 1841, il dirige une école d'art privée de son domicile et, de 1838 à 1840, est professeur à l'« Alexandria Institute for Young Ladies ». Puis, de 1841 à 1844, il est professeur au Royal Gymnasium nouvellement créé. 
En 1844, il s'associe à Jan Feliks Piwarski pour fonder « l'École des beaux-arts » et y enseigne jusqu'à sa mort, deux ans plus tard. Il est enterré au cimetière de Powązki de Varsovie. Cyprian Kamil Norwid (1821-1883) fut son élève le plus connu. Parmi les autres, on trouve Antoni Kolberg (pl) (1815-1891), Wojciech Gerson (1831-1901) et Aleksander Lesser (en) (1814-1884). À sa mort, c'est Rafał Hadziewicz qui reprend ses cours de peinture. L'école est fermée en 1864 parce que ses élèves ont participé à l'insurrection de janvier. Elle est rouverte en 1904 et, depuis 1932, est connue sous le nom d'Académie des beaux-arts de Varsovie. 
Parmi ses portraits contemporains les plus connus figurent ceux du tsar Nicolas I, du comte Ivan Paskevich, du comte Aleksander Stanisław Potocki et de la compositrice Maria Szymanowska. Parmi ses portraits historiques, un représentant le mariage de Jadwiga et Władysław II Jagiełło est remarquable. Il a également fait des peintures d'église à Siedlce, Suwałki, Puławy et Brześć. Sa collection se composait principalement d'œuvres contemporaines, bien qu'il ait restauré et vendu des peintures anciennes de la collection du comte Potocki. 

Galerie
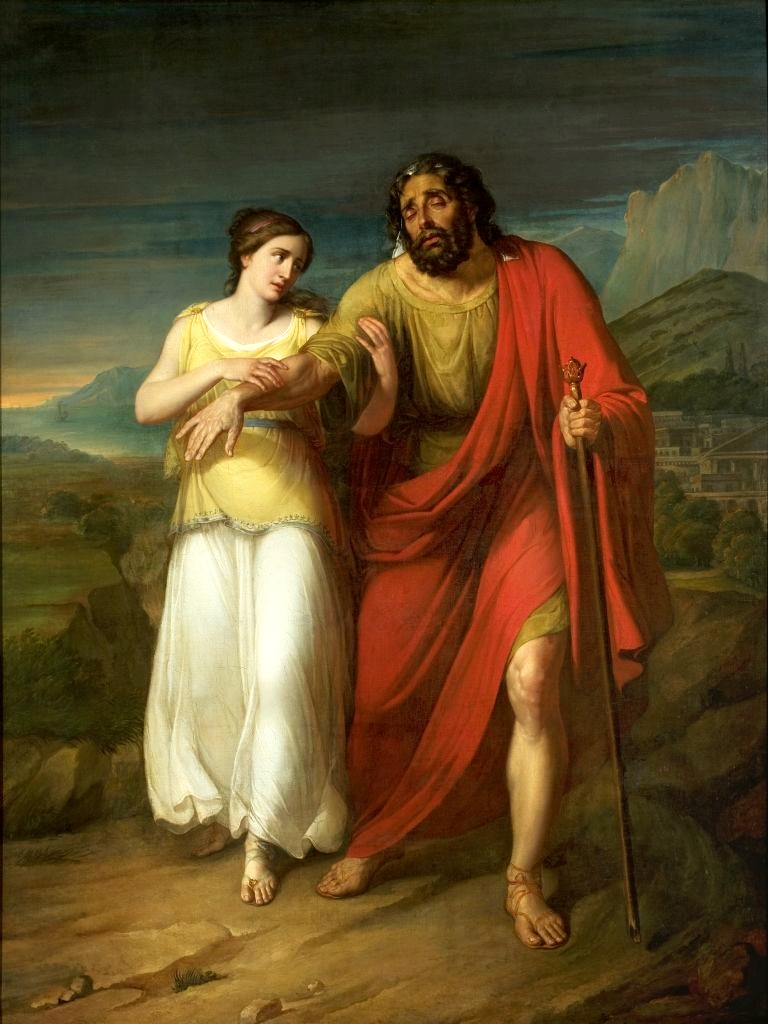
Œdipe et Antigone (1825-1828).
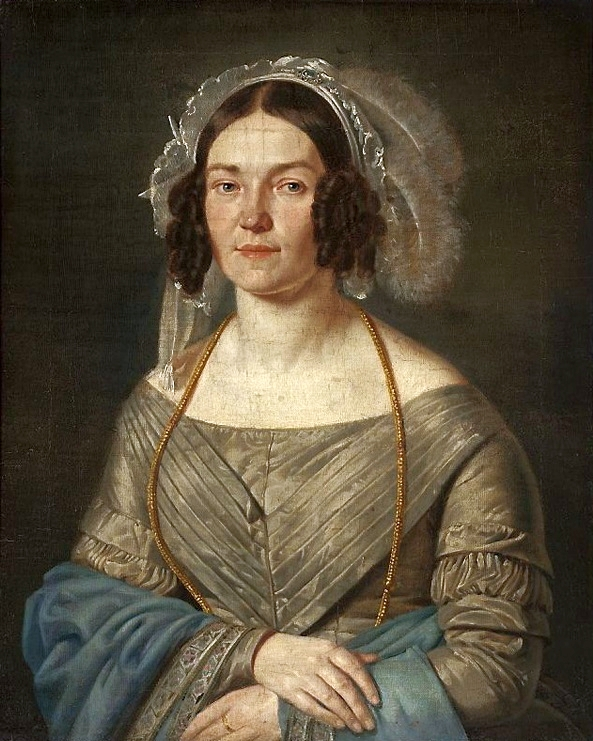
Portrait de Julia Kleczkowska (1844), musée national de Varsovie.
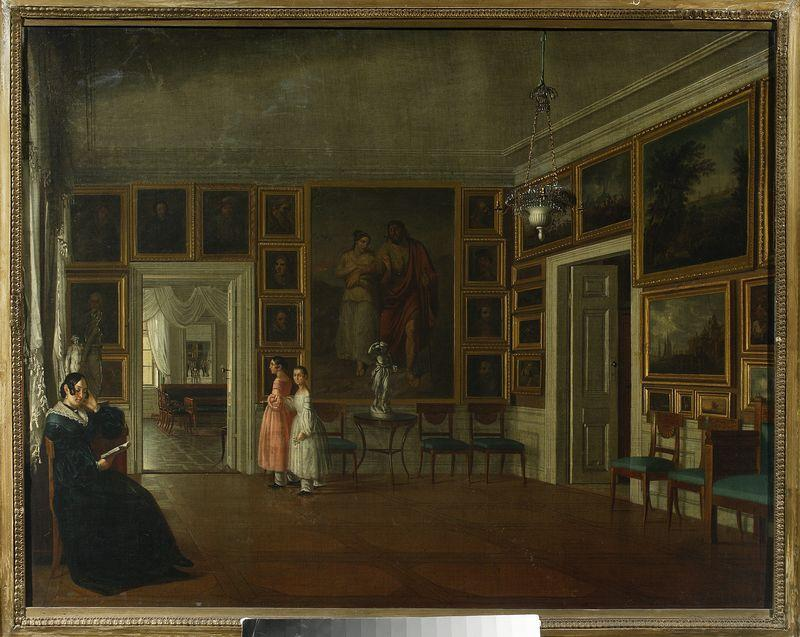
Salon dans la maison de l'artiste (1830), musée national de Varsovie.
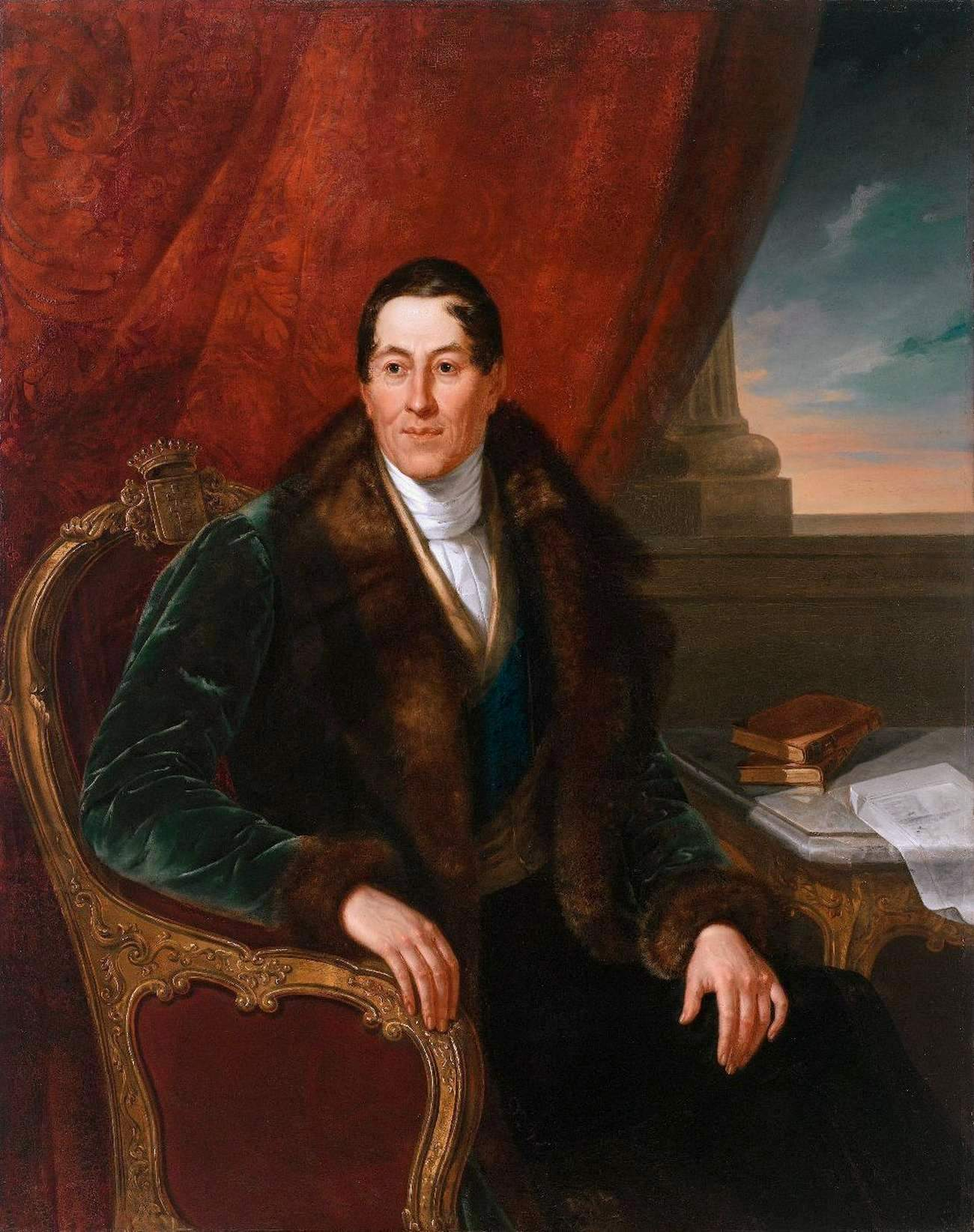
Portrait d'Aleksander Stanisław Potocki (1776-1845) (1841), musée du Palais du Roi Jean III.